# Међународни дан ослобођења заточеника нацистичких концентрационих логора
Међународни дан ослобођења заточеника нацистичких концентрационих логора (рус. Международный день освобождения узников фашистских концлагерей), обележава се 11. априла у част ослобођења Концентрационог логора Бухенвалд 1945. године, након што су логораши сазнавши за проближавање савезничких трупа организовали побуну и преузели контролу над логором. Америчке трупе су у логор ушле дан након осообођења. Захваљујући побуни логораша, нацисти нису имали времена да прикрију доказе о својим злочинима почињеним у логору тако да су америчке трупе успеле да прикупе доказе, од којих су многи касније коришћени током суђења у Нирнбергу.
Празник се традиционално обележава у Русији, Белорусији и Украјини. 
Празник не треба мешати са Међународним даном сећања на жртве Холокауста, који се обележава 27. јануара у знак сећања на ослобођење Аушвица.